# Werfen
Werfen é um município da Áustria, situado no distrito de St. Johann im Pongau, no estado de Salzburgo. Tem 153,26 km² de área e sua população 3 027 habitantes.

## Geografia
Werfen está localizada no noroeste da região histórica de Pongau, cerca de 40 km (25 milhas) ao sul da cidade de Salzburgo. O assentamento está situado no vale de Salzach, ao sul da passagem de Lueg, entre os Alpes de Berchtesgaden (montanhas Hagen e o maciço de Hochkönig) no oeste e as montanhas Tennen no leste. A linha ferroviária Salzburgo-Tirol (Giselabahn) e a Autobahn Tauern correm paralelas ao rio. A região é conhecida como a localidade-tipo da Formação Werfen geológica, uma camada de pedra do Triássico dos Alpes Calcários.
O município compreende as comunidades cadastrais (Katastralgemeinden) de Reitsam, Scharten, Sulzau, Werfen Markt e Wimm.

## História
Importantes rotas comerciais passavam pelo vale de Salzach desde os tempos antigos, quando a área fazia parte da província romana de Noricum. Werven foi mencionado pela primeira vez por volta de 1140 DC. O assentamento surgiu ao sul do Castelo de Hohenwerfen, erguido a partir de 1075 a mando do arcebispo Gebhard de Salzburgo durante a Controvérsia das Investiduras com o rei Henrique IV da Alemanha. É um dos mercados mais antigos do antigo Arcebispado de Salzburgo, com privilégios de mercado documentados desde 1425. Mais ou menos na mesma época, a paróquia vizinha de Pfarrwerfen foi estabelecida, como o assentamento vizinho de Werfenweng no leste.
Como sede da administração local, Werfen e o castelo foram fortemente atacados durante a Guerra dos Camponeses Alemães em 1525/26. De 1675 em diante, várias pessoas no ambiente da knacker local Barbara Koller e seu filho Jakob foram condenados e executados nos julgamentos das bruxas de Zaubererjackl. Werfen também foi um centro da expulsão dos protestantes de Salzburgo sob o governo do príncipe-arcebispo conde Leopold Anton von Firmian em 1731. No final do século 18, um grande depósito de limonita foi desenvolvido em Sulzau, que a partir de 1770 se tornou a siderúrgica mais importante (Konkordiahütte) do arcebispado de Salzburgo.
Com as terras do príncipe-arcebispado secularizado, Werfen finalmente caiu nas mãos do Império Austríaco por resolução do Congresso de Viena em 1816. A linha ferroviária Salzburgo-Tirol de Salzburgo a Wörgl foi inaugurada em 1875, com estações em Sulzau, Tenneck e Werfen.
O isolado Vale de Blühnbach [bar; de] acima da vila de Tenneck está o local do barroco Schloss Blühnbach, um antigo pavilhão de caça do arcebispo Wolf Dietrich Raitenau, que em 1908 foi adquirido pelo arquiduque Franz Ferdinand da Áustria. Após o assassinato do arquiduque em 1914, a dinastia Habsburgo-Lorena vendeu o castelo aos magnatas industriais alemães Krupp. A dinastia Krupp manteve as instalações até a morte de Arndt von Bohlen und Halbach em 1986, hoje as propriedades são de propriedade privada de Frederick R. Koch.

Uma pequena parte de uma cena de piquenique de A Noviça Rebelde foi filmada em uma encosta da vila de Werfen. Julie Andrews e a equipe filmaram as cenas de abertura da sequência "Do-Re-Mi" com o Castelo de Hohenwerfen ao fundo.  Hohenwerfen também foi o local para algumas filmagens de Where Eagles Dare.